# تيار الإزاحة

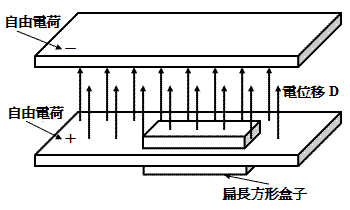
حساب الإزاحة الكهربائية باستخدام قانون جاوس في المكثف.

تيار الإزاحة هو التيار الذي يسري في العوازل على عكس تيار التوصيل الذي يسري في الموصلات ولذلك هو تيار تخيلي وليس فعلي لكن جيمس ماكسويل أدرجه في قانون أمبير لتوضيح الظواهر الطبيعية المرافقة لحركة المجالات الكهربية في الفراغ أو في العوازل وتكمن أهميته في أن يمثل تأثر المجال المغناطيسي بالمجالات الكهربائية المتغيرة زمنيا وعرفه ماكسويل على أنه تفاضل الإزاحة الكهربائية في الزمن :
{\displaystyle \mathbf {J} _{\mathrm {D} }={\frac {\partial \mathbf {D} }{\partial t}}\ }
حيث :
{\displaystyle \mathbf {J} _{\mathrm {D} }} هي كثافة تبار الإزاحة (أمبير لكل متر تربيع)
{\displaystyle D} هي تيار الإزاحة (كولوم لكل متر تربيع)
مما يعني أنه يساوي الصفر عندما يكون المجال الكهربي ساكناً